# Gynaephora groenlandica
Gynaephora groenlandica, es una polilla erebídea nativa del Alto Ártico en el archipiélago canadiense, Groenlandia y la isla de Wrangel en Rusia. Es conocida por su lento ritmo de desarrollo, ya que su ciclo de vida completo de oruga puede extenderse hasta 7 años, con mudas cada primavera. Esta especie permanece en estado larvario durante la mayor parte de su vida, Es una especie rara entre los lepidópteros que sufre un periodo anual de diapausa que dura gran parte del año natural, ya que G. groenlandica está sometida a algunos de los inviernos más largos y extremos de la Tierra. En este estado latente, puede soportar temperaturas de hasta -70 °C. La polilla oso lanudo del Ártico también muestra un comportamiento de asoleo, que ayuda a regular la temperatura y la digestión y afecta tanto al metabolismo como al consumo de oxígeno. Las hembras no suelen volar, mientras que los machos sí.
Esta especie tiene una subespecie alpina que destaca por su distribución geográfica al sur del Alto Ártico.

## Taxonomía
Esta polilla fue probablemente descubierta por primera vez el 16 de junio de 1832 en la playa de Fury Bay, en la isla de Somerset, al norte de Nunavut (Canadá), por la tripulación de la expedición ártica en busca del Paso del Noroeste (dirigida por John Ross). John Curtis, que estudió los especímenes entomológicos obtenidos en el viaje, describió Gynaephora rossii a partir de los invertebrados traídos; sin embargo, en 1897 Harrison G. Dyar demostró que, al compararlas con las orugas de G. rossii que había recogido anteriormente en las alturas de Mount Washington, New Hampshire, en realidad se habían recogido orugas de G. groenlandica en 1832, y Curtis había basado su descripción de las larvas en la especie equivocada.
Sin embargo, antes de eso, Gottlieb August Wilhelm Herrich-Schäffer recuperó especímenes en 1870 en el norte de Groenlandia, a bordo del Germania en la Segunda Expedición Antártica Alemana (dirigida por el capitán Karl Koldewey). Posteriormente fueron estudiados científicamente y descritos por Alexander von Homeyer en 1874 como Dasychira groenlandica, nombre que Maximilian Ferdinand Wocke (que también había examinado los especímenes) les había dado anteriormente, detallándolo en una carta a Homeyer. Herrich pudo recoger varios ejemplares y describió las orugas como similares a las de las polillas Arctia, siendo los adultos muy parecidos a D. fascelina (ahora Dicallomera fascelina), pero con las alas tan lisiadas que eran casi incapaces de volar. Tanto Wocke como Homeyer señalaron que, aunque se trataba sin duda de una nueva especie, estaba estrechamente emparentada con la especie D. rossii (actualmente G. rossii, conocida en aquella época por su proximidad geográfica en Labrador).
Al principio se creía que G. groenlandica era endémica del Alto Ártico, hasta que un artículo de 2013 informó del descubrimiento de dos poblaciones vecinas en entornos alpinos en el suroeste de Yukón, 900 km al sur de su distribución previamente conocida. Los distintos hábitats, la distribución disjunta, el haplotipo de ADN y los patrones alares de estas dos poblaciones resultaron ser lo suficientemente distintivos como para clasificarlas como una nueva subespecie, G. groenlandica beringiana. En la década de 1980, se recogieron especímenes de polillas en la isla de Wrangel (Rusia), que se describieron inicialmente en 1989 como una nueva especie del género Dicallomera, D. kusnezovi. Estudios posteriores demostraron que las polillas eran G. groenlandica y, en 2015, el taxón se subsumió como una nueva subespecie, G. groenlandica kusnezovi.
Como tales, las subespecies son:
- G. groenlandica groenlandica
- G. groenlandica beringiana Schmidt et Cannings, 2013[2][9]
- G. groenlandica kusnezovi (Lukhtanov y Khruliova, 1989) Lukhtanov y Khruleva 2015[2]

Se ha clasificado en la subfamilia Lymantriinae (polillas de la maleza), tribu Orgyiini.
Aunque G. groenlandica es un pariente cercano de G. rossii, las dos especies están reproductivamente aisladas, por lo que no se conoce que se produzca hibridación. Las dos especies son simpátricas en muchas zonas del norte del Ártico canadiense y en la isla Wrangel.

## Descripción
En general, las larvas de G. groenlandica son más grandes (~300 mg) y están densamente recubiertas de pelos de aspecto suave, que en realidad pueden ser utilizados como mecanismo de defensa para irritar la piel y los tejidos blandos de los posibles depredadores. Aunque por lo general son de color marrón tostado y ámbar, los colores pueden variar. Se caracterizan por un mechón de pelo distintivo en su octavo segmento abdominal, que ha sido descrito como un «lápiz de pelo rudimentario». También pueden identificarse por la forma espinosa de sus pelos, que carecen de espinas, en contraste con los pelos más finos, parecidos a plumas (plumosos) de su pariente cercano, G. rossii. También pueden distinguirse de G. rossii por el patrón de sus alas: G. groenlandica carece de la banda ancha y oscura a lo largo del borde de sus alas traseras que es característica de G. rossii. En general, G. rossii también tiene más patrón alar que G. groenlandica.
Los huevos miden alrededor de 1,6 mm.
Los capullos de esta especie son de doble capa, con una bolsa de aire entre las dos capas, a diferencia de los capullos de una sola capa de G. rossii.

## Distribución
La subespecie nominada de G. groenlandica es nativa del Alto Ártico de Groenlandia y del archipiélago ártico canadiense, incluida la isla de Ellesmere, o por encima de aproximadamente 70° de latitud norte. Es uno de los miembros más septentrionales del orden de los lepidópteros en el hemisferio norte. Se encuentra tan al norte como la isla Ward Hunt en Canadá y el extremo norte de Groenlandia.  En 2013 se describió una nueva subespecie G. groenlandica beringiana al sur del círculo polar ártico, en el entorno alpino de la cordillera Ruby en el suroeste de Yukón, 900 km al sur del área de distribución conocida anteriormente. Otra subespecie G. groenlandica kusnezovi solo se ha encontrado en 2015 en la isla Wrangel, Rusia.

## Hábitat
G. groenlandica está bien adaptada a vivir en condiciones de frío extremo en el Alto Ártico.
En dos lugares distintos de la isla de Ellesmere, se descubrió que G. groenlandica, cuando se encuentra en estado diapáusico, tiende a existir en microhábitats específicos más que en una distribución geográfica aleatoria. Los hibernáculos se encuentran frecuentemente fijados a la base de las rocas, en lugar de estar adheridos a la vegetación. En un lugar de investigación, se observaron hibernáculos principalmente a sotavento (en el lado protegido del viento) de las rocas, lo que sugiere que la dirección del viento desempeña un papel en la selección de los lugares de hibernación.
En cautividad, también se ha observado a G. groenlandica anclándose a la hojarasca de Salix arctica durante el periodo diapausal.

### Rango
La oruga de G. groenlandica se desplaza hasta varios metros al día, principalmente para adquirir los recursos necesarios. Al comparar un grupo de orugas transferidas físicamente entre diferentes plantas de Salix arctica (sauce ártico) y un segundo grupo en el que cada individuo estaba restringido a un solo sauce durante la duración del periodo activo larvario, se observó que las larvas transferidas demostraron mayores tasas de herbivoría y crecimiento en comparación con el grupo estacionario. Esto implica que la adquisición de recursos de alta calidad es una razón primordial para el movimiento de las larvas de G. groenlandica entre plantas hospedadoras.

## Recursos alimenticios

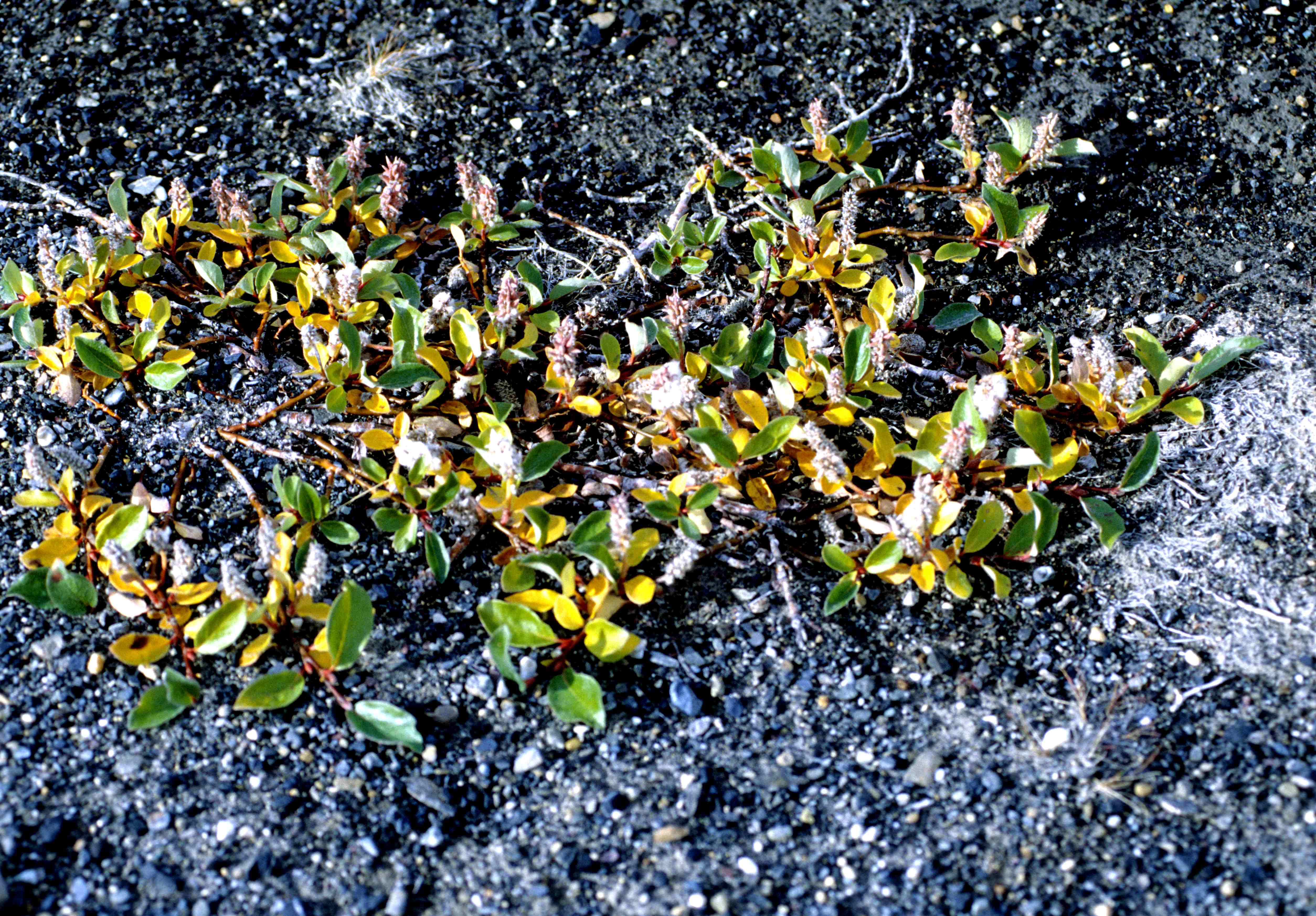
Salix arctica, el sauce ártico, es la principal planta huésped de la larva.

G. groenlandica pasa gran parte de su vida en estado larvario, y los recursos alimenticios son necesarios para el desarrollo de las larvas. Salix arctica, el sauce ártico, es la principal planta huésped y fuente de alimento de esta especie. Las larvas también pueden alimentarse de plantas de otras familias, como las flores de Saxifraga oppositifolia y las hojas senescentes de Dryas integrifolia. En la subespecie nominada del Alto Ártico, sin embargo, se encontró que menos del 3% de las larvas elegían estas alternativas. Las poblaciones canadienses de G. g. beringiana de menor latitud de los ambientes alpinos del suroeste de Yukón tienen larvas que comen un espectro más amplio de plantas y proporcionalmente menos S. arctica.
Aunque las larvas rara vez comen los amentos (racimos de flores sin pétalos) de S. arctica, consumen fácilmente las hojas de la planta. El 97% de las larvas que comen activamente al comienzo de su temporada de alimentación consumen los brotes de las hojas nuevas de esta planta. La comparación de las concentraciones de nutrientes de las hojas de la planta con las de los excrementos de las larvas ha demostrado que éstas eliminan nitrógeno y potasio de la planta. Al parecer, las larvas sólo se alimentan en junio, que es cuando las hojas de S. arctica alcanzan sus concentraciones máximas de nutrientes y carbohidratos, como almidones y azúcares. Las orugas disminuyen su ingesta de alimentos hacia finales de mes y en verano. En esta época, los niveles de carbohidratos y nutrientes en las hojas de S. arctica tienden a disminuir, y las hojas se vuelven menos apetecibles al aumentar las concentraciones de fenoles y taninos. La disminución de nutrientes y carbohidratos, combinada con un aumento de metabolitos secundarios, puede explicar esta disminución del consumo.
Parece estar adaptada a un estrecho rango térmico. Es capaz de comer más a temperaturas intermedias a su rango.

## Historia vital
Los rasgos de la historia vital de G. groenlandica vienen dictados por la naturaleza corta y fría de los veranos en el Alto Ártico. Debido a su restringido periodo de crecimiento estacional, G. groenlandica tiene un ciclo vital de aproximadamente 7 años. Por el contrario, su vida es mucho más corta (2-3 años) en entornos alpinos más cálidos. G. groenlandica permanece en estado larvario durante la mayor parte de su vida, con la excepción de hasta 3-4 semanas de un solo verano. Este prolongado periodo de desarrollo no sólo se atribuye a las bajas temperaturas ambientales, sino también a la nutrición proporcionada por sus plantas hospedadoras. Mientras permanecen en su prolongado estado larvario, G. groenlandica experimenta diapausas invernales anuales que comienzan a finales de junio o principios de julio. Se descubrió que la mortalidad de las larvas en un entorno experimental enjaulado en la tundra era del 10%.

### Ciclo de vida
En la isla de Ellesmere, las hembras suelen poner los huevos en masa sobre el capullo o dentro de él, aunque a veces los ponen en el suelo o en la vegetación que rodea el capullo.
Esta especie pasa la mayor parte de su vida en un estadio larvario tardío; sus estadios larvario temprano y adulto representan sólo el 6% de su ciclo vital completo. Son los últimos estadios los que experimentan múltiples periodos anuales de diapausa. Durante esta etapa dominante de su vida (de la tercera a la sexta fase larvaria), G. greenlandica muda anualmente.
La actividad larvaria se limita a un breve periodo tras el deshielo. El Alto Ártico presenta una corta estación de crecimiento de 45-70 días, y la G. groenlandica deja de buscar alimento a finales de junio, antes de mediados del verano. Las larvas suelen pasar el 95% de su tiempo tomando el sol, alimentándose o moviéndose, y sólo el 5% de su tiempo totalmente inmóviles. Más concretamente, aproximadamente el 60% de su tiempo como larvas lo pasan tomando el sol, el 20% alimentándose y el 15% moviéndose.
A finales de junio o principios de julio, las larvas se preparan para pasar el invierno tejiendo hibernáculos de seda y entrando en diapausa hasta el siguiente deshielo. Esto suele ocurrir cuando las temperaturas diurnas son de un máximo de 5-10 °C (41-50 °F). En su estado diapáusico, G. groenlandica puede soportar temperaturas de hasta -70 °C (-94 °F), y la mortalidad invernal se limita, de media, a un máximo del 13% de la población.
Las fases de desarrollo de pupación, emergencia, apareamiento, puesta de huevos, eclosión y muda al segundo estadio se limitan a un periodo de 3-4 semanas durante un solo verano. La emergencia y la reproducción pueden tener lugar en un único periodo de 24 horas.
Debido a la corta vida de los individuos adultos, las polillas adultas de esta especie son difíciles de encontrar en la naturaleza.

## Interacción entre especies
La presencia de las orugas comiendo plantas en una zona concreta parece tener una correlación positiva con la herbivoría de la pika de collar (Ochotona collaris) en el suroeste de Yukón.

### Depredadores
G. groenlandica posee una reacción defensiva distintiva ante las señales de los murciélagos. La polilla ártica Psychophora sabini ha perdido parte de sus reacciones defensivas ante los murciélagos, presumiblemente debido a que la población está aislada de este depredador. G. groenlandica y G. rossii, sin embargo, siguen teniendo este comportamiento defensivo. Cuando G. groenlandica son expuestas a ultrasonidos similares a los de los murciélagos (26 kHz y 110 dB de nivel de presión sonora media cuadrática a 1 m), los machos responden invirtiendo su trayectoria de vuelo. Se han observado respuestas al sonido desde una distancia de hasta 15-25 m (50-80 pies). Las hembras, sin embargo, tienen un sistema sensorial degenerado. Se supone que esto se debe a dos razones. En primer lugar, las hembras no suelen volar, por lo que no necesitan esta adaptación. En segundo lugar, un sistema auditivo competiría por el espacio con los ovarios, y el coste de este mecanismo de defensa puede superar el beneficio de tener órganos reproductores plenamente funcionales.
En el Alto Ártico, estas polillas son presa de las aves. En la isla de Ellesmere, estas aves pueden desgarrar los capullos cuando se alimentan de la masa de huevos depositada en la superficie del capullo.

### Parasitoides
Muchas orugas de G. groenlandica mueren durante su desarrollo debido a los parasitoides, a saber, la mosca Exorista thula y la avispa Hyposoter diechmanni. E. thula se describió en la isla de Ellesmere en 2012, y es un parasitoide gregario; en la isla, mató aproximadamente al 20% de los estadios tercero y cuarto de su hospedador. A pesar de cohabitar allí con Gynaephora rossii, especie estrechamente emparentada, solo se sabe que E. thula ataca a G. groenlandica, mientras que Chetogena gelida es específica de G. rossii. En general, los parasitoides matan a más de dos tercios de Gynaephora, y el parasitismo en G. groenlandica causa más del 50% de mortalidad. La probabilidad de parasitismo aumenta hacia el final del periodo activo de la especie, que coincide con la disminución de las tasas de alimentación.
El hibernáculo, en el que las larvas pasan una parte dominante de su vida, actúa como barrera defensiva contra el parasitismo.

## Fisiología

### Vuelo
Aunque las hembras de esta especie tienen las alas completamente desarrolladas y pueden emprender el vuelo durante un breve periodo de tiempo, normalmente no vuelan. Aunque las hembras que habitan en el Ártico generalmente no vuelan, las hembras de las subespecies alpinas del sur suelen ser más móviles.
En cambio, los machos suelen volar alto, rápido y de forma errática durante el día.

### Termorregulación
El periodo de máxima actividad de G. groenlandica es en junio, durante el periodo anual de máxima radiación solar (24 horas de luz solar) en el Alto Ártico; sin embargo, las temperaturas en esta época siguen siendo extremadamente bajas. Las temperaturas del suelo en junio, por ejemplo, suelen ser inferiores a 10 °C. En esta época, las temperaturas corporales de las larvas que se alimentan tienden a ser similares a las de las larvas que mudan y giran, mientras que las de las larvas que «toman el sol» tienden a ser más altas. Las larvas de G. groenlandica pasan aproximadamente el 60% de su tiempo asoleándose, incluso durante los periodos de pupación. El comportamiento de asolearse se caracteriza como la acción de una oruga de orientar su cuerpo para maximizar la exposición al sol y evitar el viento. Las larvas tienden a seguir el ángulo directo de los rayos solares para mantener la máxima absorción de luz solar. Para ello, se orientan perpendicularmente al ángulo de insolación del sol. Al asolearse, las larvas de G. groenlandica pueden elevar su temperatura corporal hasta 20 °C (36 °F). Generalmente, la temperatura corporal máxima es de aproximadamente 30 °C (86 °F). Esta temperatura máxima sólo se alcanza cuando las larvas están tumbadas al sol del mediodía, rodeadas de nieve, en un día con poco viento.
La radiación solar favorece el crecimiento de las larvas, por lo que el asoleamiento puede aumentar las tasas de desarrollo. Al comparar las tasas de crecimiento de las larvas a 5, 10 y 30 °C (41, 50 y 86 °F), se observó que las tasas de crecimiento y metabólicas eran más bajas a 5 °C (41 °F) y máximas a 30 °C (86 °F). Esta tendencia muestra una relación específica: a medida que aumenta la temperatura corporal debido al asoleamiento, las tasas metabólicas aumentan exponencialmente. Esto es cierto incluso cuando las larvas están hambrientas o aparentemente inactivas.
En general, las larvas que se alimentan tienden a tener temperaturas corporales más bajas que las que toman el sol. Por lo tanto, las larvas tienden a alimentarse cuando las temperaturas son más altas, y se asolean cuando no pueden alcanzar las temperaturas más altas (más de 5-10 °C (41-50 °F)) necesarias para la actividad. Se ha sugerido que sin la ayuda del asoleamiento en la luz solar de 24 horas durante los veranos del Alto Ártico, las larvas raramente superarían su umbral de desarrollo de alrededor de 5 °C (41 °F). Esto puede explicar la tendencia única de G. groenlandica a tener periodos cortos de alimentación durante los periodos de máxima insolación, seguidos de periodos más largos de asoleo y digestión.
De principios a mediados de junio, el metabolismo de las larvas tiende a verse muy afectado por la ingesta de alimentos y el aumento de la temperatura. Más adelante en la temporada activa, se vuelven mucho más insensibles metabólicamente a la temperatura, y la energía obtenida mediante el consumo de alimentos se conserva.
Los cambios en el estado metabólico y la temperatura corporal también afectan al consumo de oxígeno. Se observó que el consumo de oxígeno era mucho menor cuando la temperatura corporal de las larvas era inferior a 10 °C (50 °F). También se observó un bajo consumo de oxígeno en las larvas inactivas. En cambio, se observó que era mayor en orugas en movimiento o hambrientas, mayor aún en larvas en digestión y mayor en larvas alimentándose.

### Digestión
G. groenlandica experimenta un periodo de diapausa invernal durante el cual permanece latente dentro de un hibernáculo. En este estado, puede soportar temperaturas de hasta -70 °C. Encerrarse en un hibernáculo durante la diapausa tiene varias funciones: protegerse de los parasitoides, evitar la disminución de la concentración de nutrientes en su principal fuente de alimento, Salix arctica, la degradación de las mitocondrias vinculada a la disminución del metabolismo (hipometabolismo) y la producción de anticongelante, y la conservación general de las reservas de energía.
Estos capullos están hechos de seda y constan de dos capas, a las que se incorporan los pelos de las larvas. En un estudio realizado en 1995 con larvas enjauladas experimentalmente en el Alto Ártico del archipiélago canadiense, el 81% de las larvas hilaron hibernáculos.
Durante la estación activa, las larvas se orientan hacia la radiación solar, y cada una hila su respectivo hibernáculo durante un periodo de 24 horas.Generalmente pupan con la cabeza hacia el sur, en una orientación norte-sur. Este capullo ayuda a las larvas a acumular calor de forma más eficaz.
G. groenlandica suele anclar sus hibernáculos a la base de las rocas. En cautividad, también se ha observado que G. groenlandica se adhiere a la hojarasca de Salix arctica durante el periodo diapáusico. En el estudio de 1995 mencionado anteriormente, en el que las larvas se mantuvieron en un entorno controlado por jaulas en la tundra del Alto Ártico, se observaron más hibernáculos en la cubierta vegetal predominante de Dryas integrifolia  y Cassiope tetragona que en su principal planta huésped, S. arctica. Casi la mitad de las larvas que hilaron hibernáculos lo hicieron junto con otras larvas, formando capullos conjuntos. Ocasionalmente se observaron hasta tres orugas compartiendo un hibernáculo común, pero el caso más común fue el de dos individuos compartiendo un capullo conjunto. Las tasas más altas de hibernáculos comunales se dieron con densidades de población por jaula más bajas.
A medida que disminuyen las temperaturas a finales del verano ártico, las larvas empiezan a sintetizar compuestos crioprotectores, como el glicerol y la betaína. La acumulación de estos «anticongelantes» (que protegen a las células del frío) se ve favorecida por el estrangulamiento de la fosforilación oxidativa debido a la degradación mitocondrial. Aunque las larvas siguen produciendo energía a partir del glucógeno almacenado en su estado de congelación, esta degradación mitocondrial hace que su metabolismo descienda tanto que casi se detiene por completo, induciendo la latencia. El funcionamiento mitocondrial puede restablecerse por completo en primavera tras apenas unas horas de reanudación de la actividad larvaria.

## Conservación
A temperaturas más cálidas, las larvas de G. groenlandica suelen tener tasas de respiración más altas y tasas de crecimiento más bajas. También tienden a cambiar su dieta hacia alimentos más ricos en nutrientes en este tipo de entorno. Por ejemplo, la tasa de herbivoría de la principal fuente de alimento de G. groenlandica, S. arctica, se ve alterada a temperaturas elevadas, lo que implica una plasticidad de la planta hospedadora de G. groenlandica dependiente del entorno. También sugiere que un aumento de la temperatura debido al calentamiento global puede tener efectos significativos en el comportamiento de los invertebrados herbívoros del norte como G. groenlandica, así como efectos en las tasas de herbivoría de sus fuentes de alimento. Así pues, G. groenlandica puede representar una especie indicadora potencial para futuros estudios sobre el cambio climático.

## En la cultura popular
Esta especie fue destacada en la secuela de Planeta Tierra de la BBC, titulada Frozen Planet.

## Lectura adicional
- Heinrich, Bernd (1993). The hot-blooded insects: strategies and mechanisms of thermoregulation. Harvard University Press. ISBN 9780674408388.
- Chapman, R. F. (1998). The insects: structure and function. Cambridge University Press. p. 519. ISBN 978-0-521-57890-5. (requiere registro).
- Kukal, O.; Kevan, P.G. (1987). «The influence of parasitism on the life history of a high arctic insect, Gynaephora groenlandica (Wöcke) (Lepidoptera: Lymantriidae)». Can. J. Zool. 65: 156-163. doi:10.1139/z87-022.
- Kukal, O (1988). «Caterpillars on ice». Natural History 97: 36-41.
- Kukal, O.; Duman, J.G.; Serianni, A.S. (1988). «Glycerol metabolism in a freeze-tolerant arctic insect: An in vivo 13-C NMR study». J. Comp. Physiol. B 158 (2): 175-183. PMID 3170824. S2CID 19371137. doi:10.1007/bf01075831.
- Kukal, O.; Heinrich, B.; Duman, J.G. (1988). «Behavioural thermoregulation in the freeze-tolerant arctic caterpillar, Gynaephora groenlandica». J. Exp. Biol. 138: 181-193. doi:10.1242/jeb.138.1.181.
- Kukal, O.; Dawson, T.E. (1989). «Temperature and food quality influences feeding behavior, assimilation efficiency and growth rate of arctic woolly-bear caterpillars». Oecologia 79 (4): 526-532. Bibcode:1989Oecol..79..526K. PMID 28313488. S2CID 22994401. doi:10.1007/bf00378671.
- Kukal, O.; Duman, J.G.; Serianni, A.S. (1989). «Cold-induced mitochondrial degradation and cryoprotectant synthesis in freeze-tolerant arctic caterpillars». J. Comp. Physiol. B 158 (6): 661-671. PMID 2715455. S2CID 12109546. doi:10.1007/bf00693004.
- Kukal, O. 1990. Energy budget for activity of a high arctic insect, Gynaephora groenlandica (Wöcke) (Lepidoptera: Lymantriidae). In: C.R. Harington (ed) Canadian Arctic Islands: Canada's Missing Dimension. National Museum of Natural History, Ottawa, Canada.
- Kukal, O. 1991. Behavioral and physiological adaptations to cold in a freeze-tolerant arctic insect. In: R.E. Lee and D.L. Denlinger (eds) Insects at Low Temperature. Chapman and Hall, N.Y.
- Kukal, O. 1993. Biotic and abiotic constraints on foraging of arctic caterpillars. In: N.E. Stamp and T.M. Casey (eds) Caterpillars: Ecological and Evolutionary Constraints on Foraging. Chapman and Hall, N.Y.
- Kevan, P.G.; Kukal, O. (1993). «A balanced life table for Gynaephora groenlandica (Lepidoptera: Lymantriidae) a long-lived high arctic insect, and implications for the stability of its populations». Can. J. Zool. 65: 156-163.
- Danks, H.V.; Kukal, O.; Ring, R.A. (1994). «Insect cold-hardiness: Insights from the arctic». Arctic 47 (4): 391-404. S2CID 55711663. doi:10.14430/arctic1312.
- Kukal, O (1995). «Winter mortality and the function of larval hibernacula during the 14-year life cycle of an arctic moth, Gynaephora groenlandica». Can. J. Zool. 73 (4): 657-662. doi:10.1139/z95-077.
- Bennett, V. A; Kukal, O.; Lee, R.E. (1999). «Metabolic opportunists: Feeding and temperature influence the rate and pattern of respiration in the high arctic woollybear caterpillar, Gynaephora groenlandica (Lymantriidae)». J. Exp. Biol. 202 (1): 47-53. PMID 9841894. doi:10.1242/jeb.202.1.47.
- Bennett, V.A.; Lee, R. E. Jr.; Nauman, J.S.; Kukal, O. (2003). «Selection of overwintering microhabitats used by the arctic woollybear caterpillar, Gynaephora groenlandica». CryoLetters 24 (3): 191-200. PMID 12908029.